# Cousolre
Cousolre ist eine französische Gemeinde mit 2160 Einwohnern (Stand 1. Januar 2022) im Département Nord der in der Region Hauts-de-France. Sie gehört zum Arrondissement Avesnes-sur-Helpe, zum Kanton Fourmies und zum Kommunalverband Maubeuge Val de Sambre.
Die Gemeinde Cousolre liegt im Regionalen Naturpark Avesnois in unmittelbarer Nähe der Grenze zu Belgien im Tal der Thure. Die nächstgrößere Stadt ist Maubeuge, zwölf Kilometer westlich gelegen.

## Geschichte
Das Gebiet Cousolres war bereits zu Zeiten des Römischen Reichs besiedelt. Die Curtisola genannte Siedlung lag an einer bedeutenden römischen Heeresstraße. Im siebten Jahrhundert nach Christus bewohnte Walbert der IV., Gouverneur der Provinzen Sambre und Maas, ein Schloss auf dem Gebiet Cousolres. Die Heiligsprechung seiner Töchter Aldegunis und Waltrudis führte dazu, dass der Ort zur christlichen Pilgerstädte wurde. Im späten 18. Jahrhundert trat Cousolre kurzzeitig als Hauptquartier der französischen Truppen in Erscheinung.
Bis zum Beginn des Ersten Weltkriegs verfügte die Ortschaft über ein beachtliches Aufkommen an Steinmetzen. In Hochzeiten exportierten 74 Ateliers ihre Produkte weltweit.
| Jahr      | 1962 | 1968 | 1975 | 1982 | 1990 | 1999 | 2007 | 2020 |
| Einwohner | 2936 | 3004 | 2894 | 2632 | 2471 | 2418 | 2504 | 2172 |

## Sehenswürdigkeiten
Die Architektur Cousolres stammt zum Teil aus dem 17. Jahrhundert und ist presbyterisch geprägt.
Sehenswert sind das 1866 erbaute Rathaus, ein aus dem Jahre 1908 stammender Musikpavillon und der kürzlich instandgesetzte Place Charles de Gaulle in der Stadtmitte.
In der ab 1501 errichteten und dem heiligen Martin geweihten Kirche finden sich Reliquien des heiligen Walberts und der heiligen Bertille. Diese hatten bereits im siebten Jahrhundert eine Kirche (Notre Dame) in Cousolre gebaut, die jedoch die kriegsbedingten Verwüstungen des Mittelalters nicht überstand.

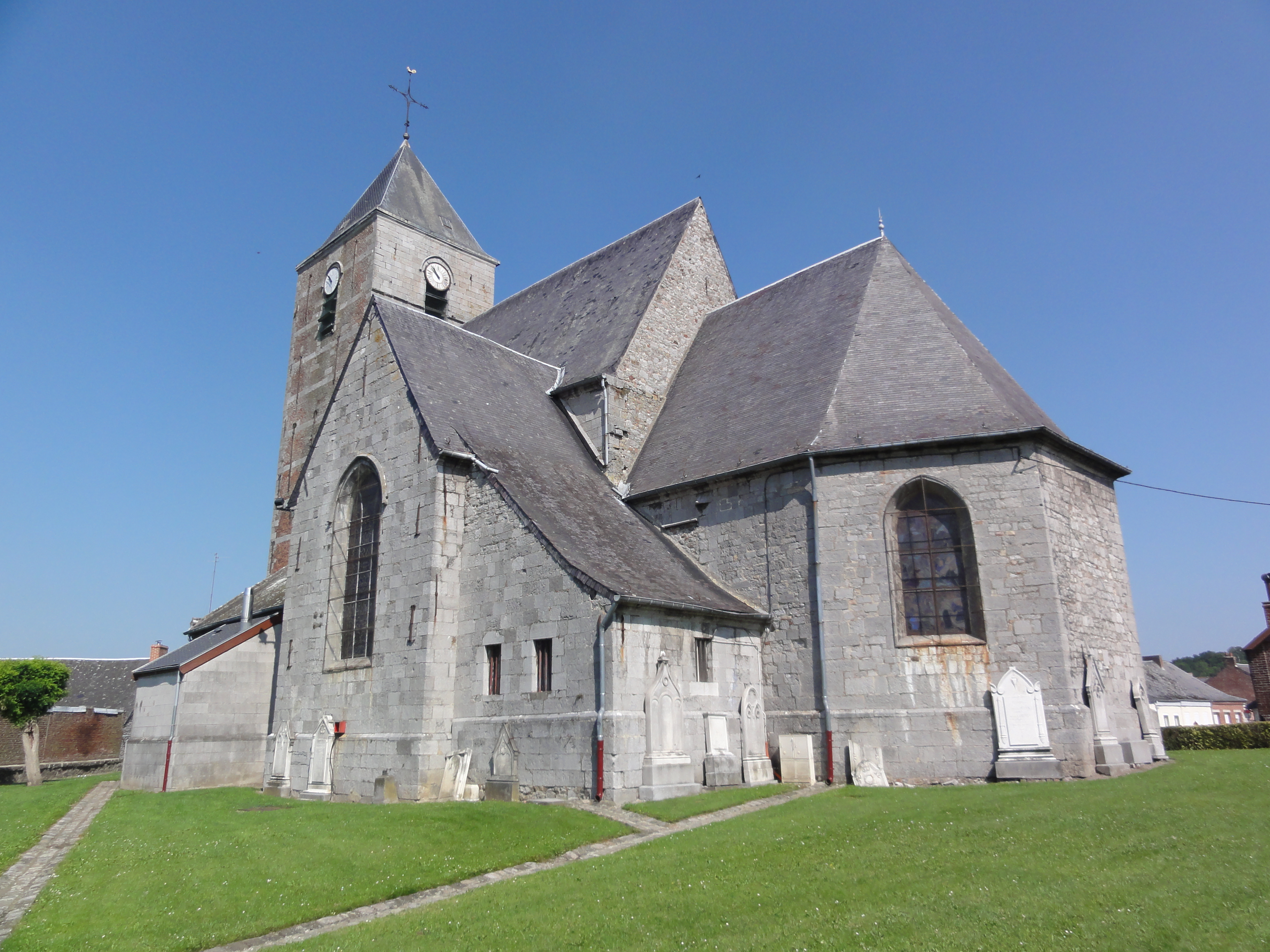
Kirche Saint-Martin
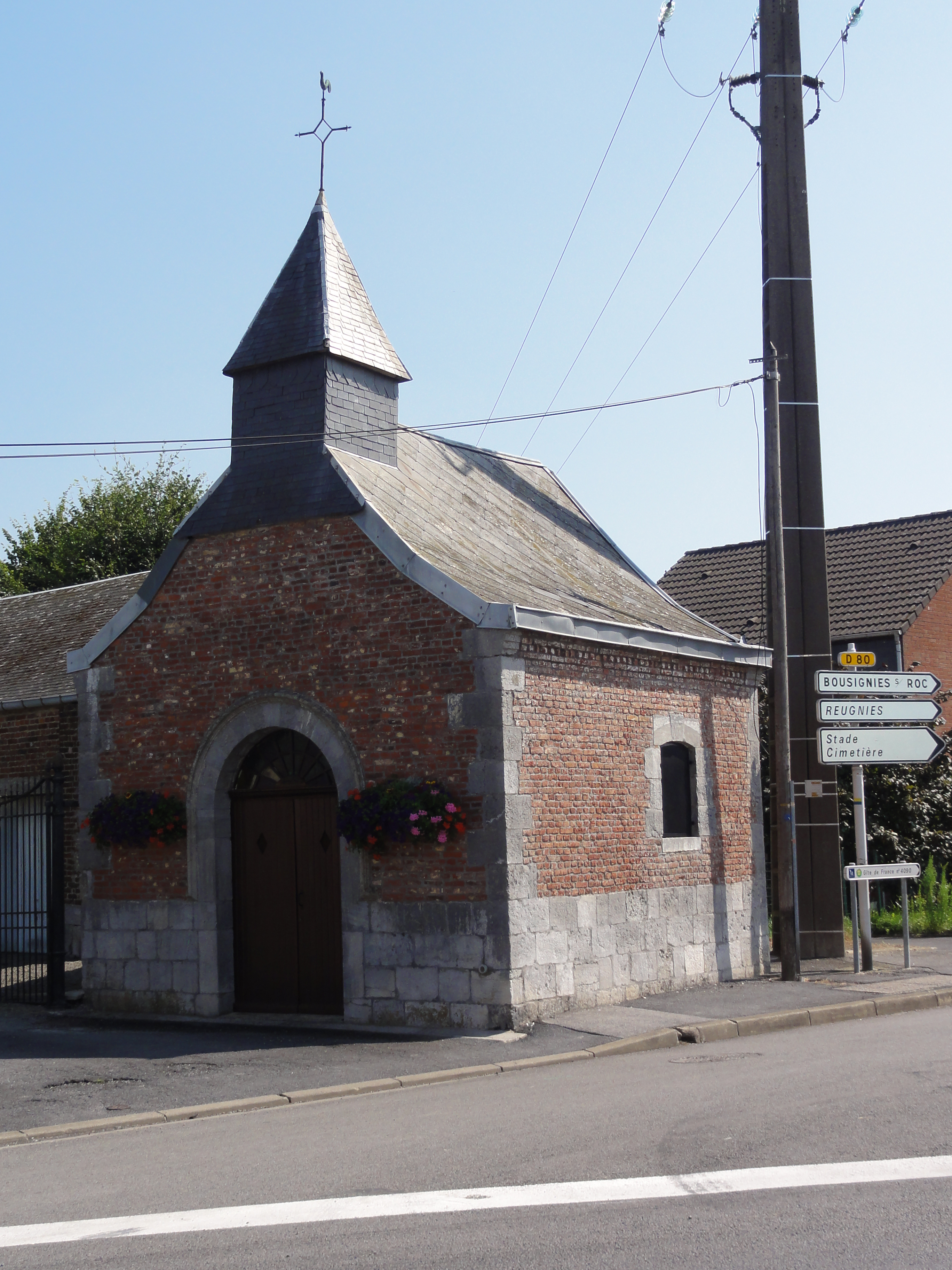
Kapelle Cousolre
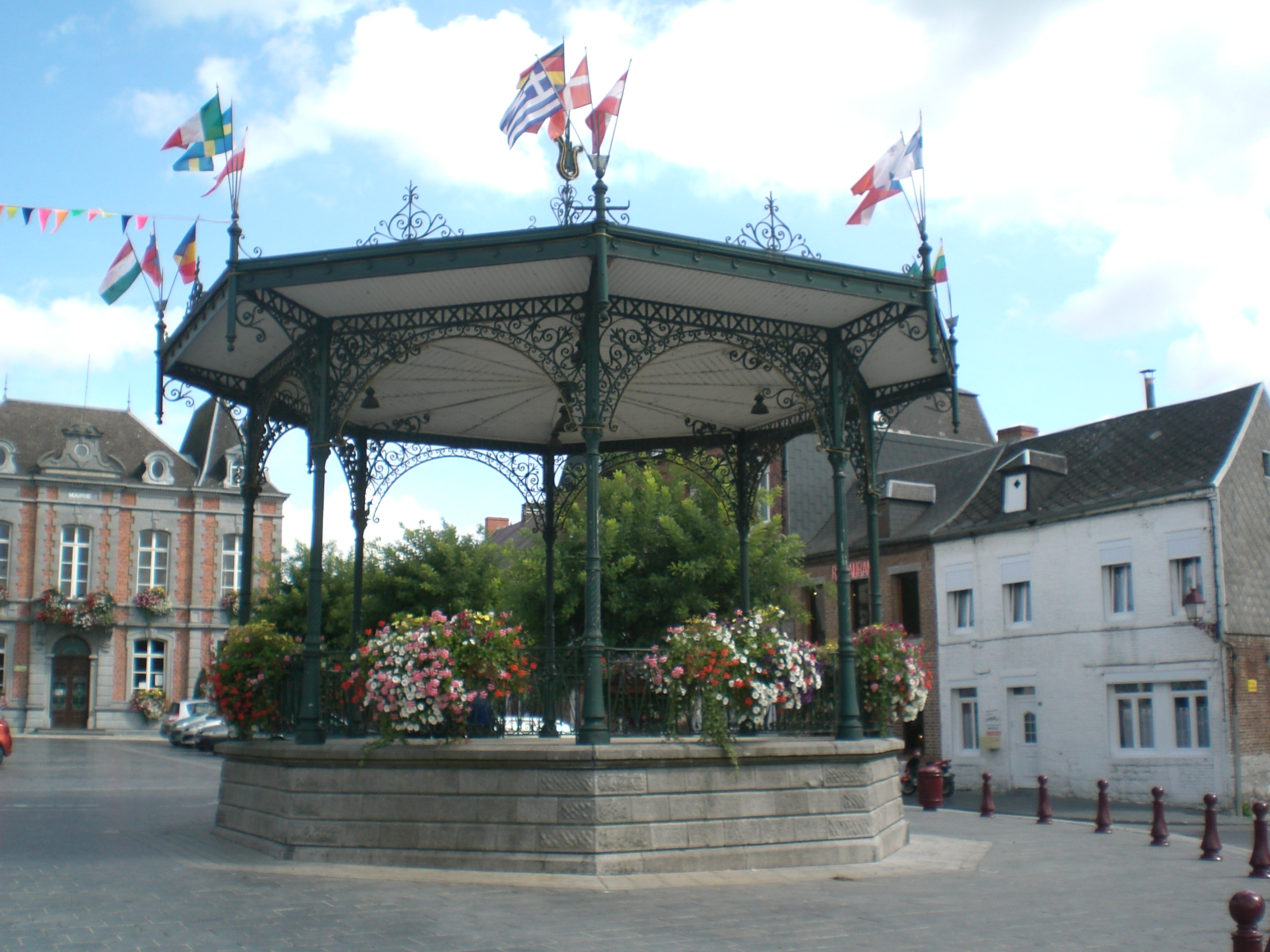
Musikpavillon
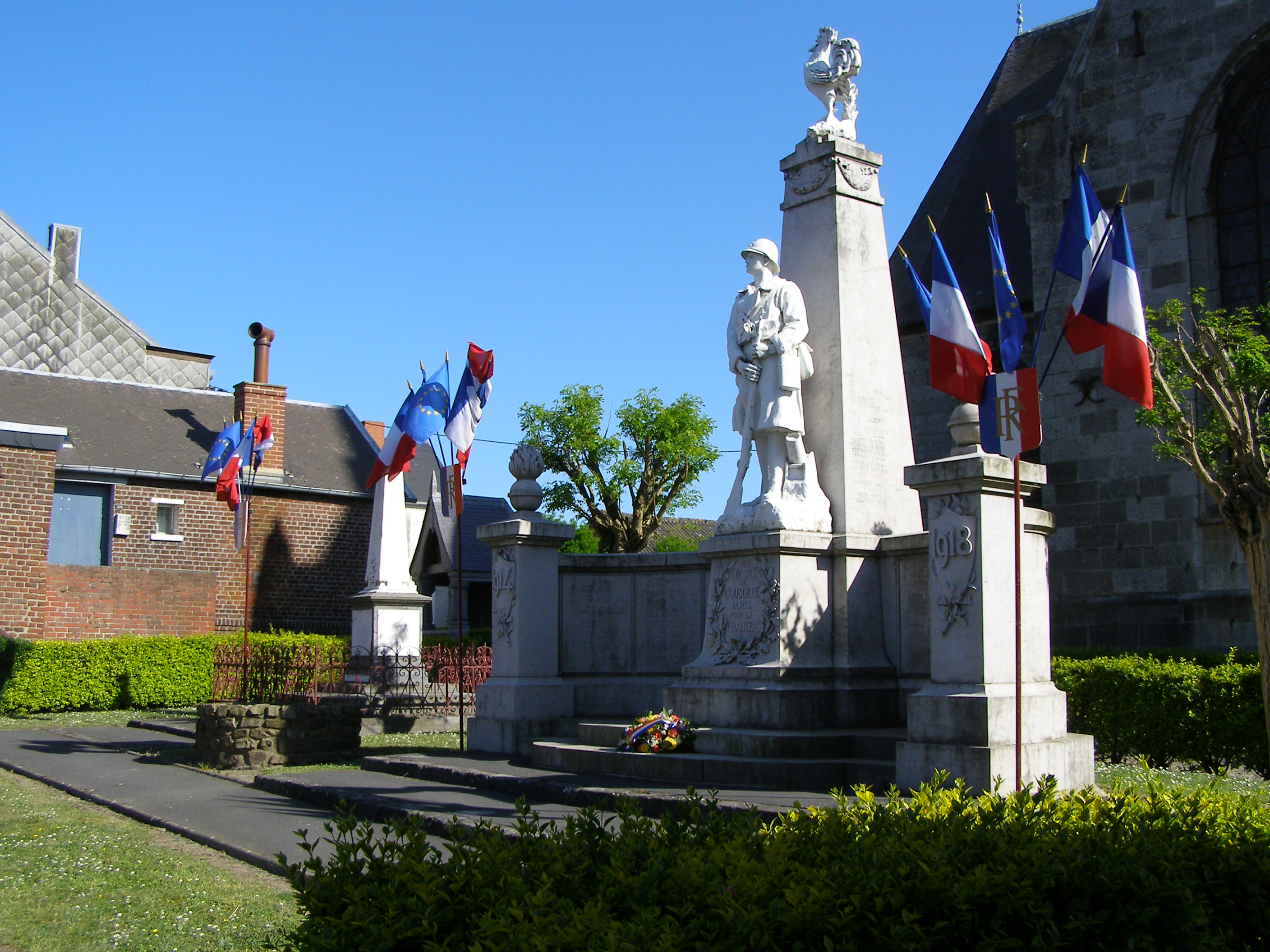
Gefallenendenkmal

## Wirtschaft
Cousolre selbst ist heutzutage überwiegend landwirtschaftlich geprägt. Insbesondere Rinder und Käse zählen zu den produzierten Gütern. Hierüber hinaus existieren noch ältere Marmorsteinbrüche.

## Gemeindepartnerschaft
Seit dem 13. April 1971 unterhält Cousolre eine Partnerschaft mit Freienohl, heute ein Ortsteil der Stadt Meschede.